# Grupa Holcim
Grupa Holcim – międzynarodowa firma produkująca materiały budowlane (głównie cement, beton oraz kruszywa). 
Firma LafargeHolcim powstała w wyniku równorzędnej fuzji spółek Lafarge i Holcim. Oficjalne połączenie firm odbyło się 15 lipca 2015 r.. W 2021 roku rozpoczęto proces rebrandingu, przywracając przedsiębiorstwu nazwę Holcim . Lokalne marki działały jeszcze pod starą nazwą, rebranding polskich spółek przeprowadzono 1 lutego 2024 roku, Lafarge Cement SA z siedzibą w Małogoszczu została wówczas przemianowana na Holcim Polska SA, a Lafarge Kruszywa na Holcim Kruszywa sp. z o. o. 
LafargeHolcim zatrudnia na całym świecie 115 000 pracowników i posiada ponad 2500 zakładów. 
Obecność w 90 krajach na świecie oraz koncentracja na branży cementu, kruszyw i betonu sprawiła, że LafargeHolcim stał się liderem w przemyśle materiałów budowlanych.